# Entada parvifolia
Entada parvifolia är en ärtväxtart som beskrevs av Elmer Drew Merrill. Entada parvifolia ingår i släktet Entada och familjen ärtväxter. Inga underarter finns listade i Catalogue of Life.